# Tee Carson
Donald Tecumseh „Tee“ Carson (* 4. Dezember 1929 in Washington, D.C.; † 13. Februar 2000) war ein US-amerikanischer Jazzmusiker (Piano).
Carson trat im Laufe seiner Karriere mit einer Reihe von Jazzgrößen auf; von den 1950er- bis zu den 1970er-Jahren begleitete er Sänger wie Ella Fitzgerald, Joe Williams, Sarah Vaughan, Nancy Wilson, Pearl Bailey und Tony Bennett. In den späten 1970er-Jahren, als die gesundheitlichen Probleme von Count Basie begannen, ersetzte ihn Carson gelegentlich als Pianist im Count Basie Orchestra. Als Basie 1984 starb, wurde Carson Pianist der aus seinem Orchester entstandenen Ghost Band, wo er weiter an der Seite von Jazzmusikern wie dem Saxophonisten Frank Foster und dem Gitarristen Freddie Green wirkte.
In den späten 1980er-Jahren nahm Carson sowohl mit der Basie-Band (auch mit Sängerinnen wie Caterina Valente oder Diane Schuur) sowie mit den Saxophonisten Frank Wess und Richie Cole auf, später auch mit Ayako Hosokawa. Während er nachts als Jazzpianist arbeitete, hatte er einen Tagesjob beim Justizministerium als US-Marshal. Nachdem er in Ruhestand gegangen war, zog er nach San Francisco, wo er weiterhin auftrat und zudem Jazz-Programme im Radio moderierte. 1995 konzertierte er noch mit Rickey Woodard, Red Holloway, Kenny Burrell und Chuck Berghofer auf dem Tributkonzert für den Concord-Records-Gründer Carl Jefferson. Im Bereich des Jazz war er laut Tom Lord zwischen 1968 und 1998 an 23 Aufnahmesessions beteiligt, u. a. auch mit Cleveland Eaton und Herbie Steward.

## Diskographische Hinweise
- Tee Carson and the Basie Bandsmen: Basically Count (Palo Alto Records, 1981), mit Willie Cook, Dale Carley, Grover Mitchell, Bill Hughes, Eric Dixon, Bobby Plater, Freddie Green, Cleveland Eaton, Gregg Field
- Tee Carson and Friends (Five Spot), mit Alan Smith, Jules Broussard, Chuck Travis, John Goodman, Scott Steed, Mark Stock, Gregg Field
- The Tee Carson Trio at the Cypress Club (2003)